# Trytony (ślimaki)
Trytony (Ranellidae, syn. Cymatiidae) – rodzina ślimaków morskich z grupy Neogastropoda.
Rodzinę trytonów tworzy około 100 gatunków ślimaków zebranych m.in. w takie rodzaje, jak:
- Cabestana
- Charonia
- Cymatium
- Fusitriton
- Linatella
- Sassia

Pod względem wielkości muszle tych ślimaków mają przeważnie średnie rozmiary, choć u gatunków z rodzaju Charonia dochodzą do kilkudziesięciu centymetrów. Zazwyczaj są masywne i grubościenne, kształtu owalnego, o wysokiej skrętce (szczególnie u Charonia) ozdobionej często guzkami, żyłkami i żeberkami osiowymi. Ujście mają porcelanowe ze zgrubiałą, często zaopatrzoną w zęby wargą zewnętrzną i wewnętrzną. Na wrzecionie występują fałdki. Kanał syfonalny jest poszerzony, skręcony lub wygięty. W odróżnieniu od rodziny Bursidae nie mają kanału tylnego nad ujściem. Gruba, włochata lub włóknista warstwa konchiolinowa, o barwie od żółtawobrązowej do brązowej, chroni muszlę przed gąbkami.
Ślimaki wytwarzają rogowe, pomarańczowobrązowe, owalne wieczko z niecentralnie położonym zawiązkiem. Dobrze rozwinięta noga od przodu jest poprzecznie ścięta, a z tyłu z reguły wydłużona. Między dwoma czułkami głowowymi osadzony jest masywny, kurczliwy ryjek. Oczy leżą u podstawy czułków. Ranellidae są typowymi mięsożercami, żywiącymi się mięczakami, robakami, rozgwiazdami, strzykwami, żachwami itp. zwierzętami morskimi. Żyją na podłożach mulistych, koralowcach i skałach, w płytkich i głębokich wodach. Zamieszkują ciepłe strefy klimatyczne do umiarkowanych, ale przede wszystkim prowincję Indopacyfiku.

## Galeria

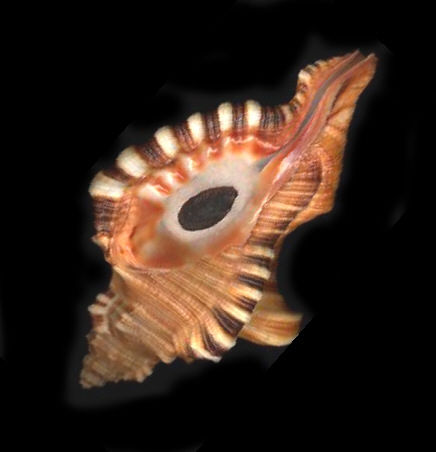
Muszla Cymatium perryi
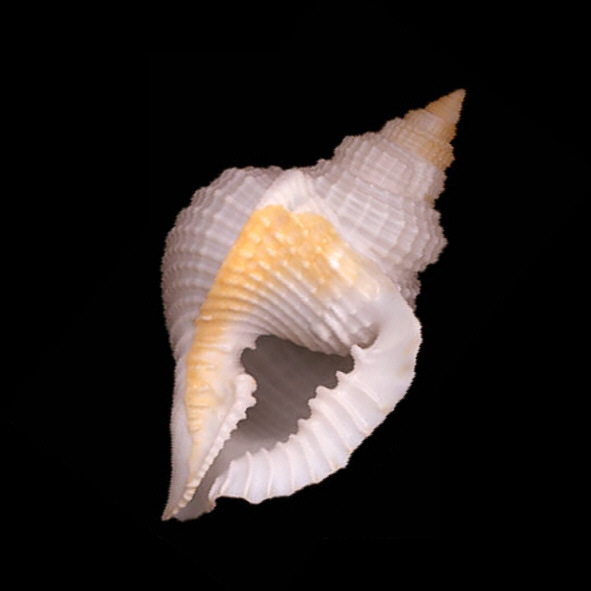
Muszla Distorsio ventricosa
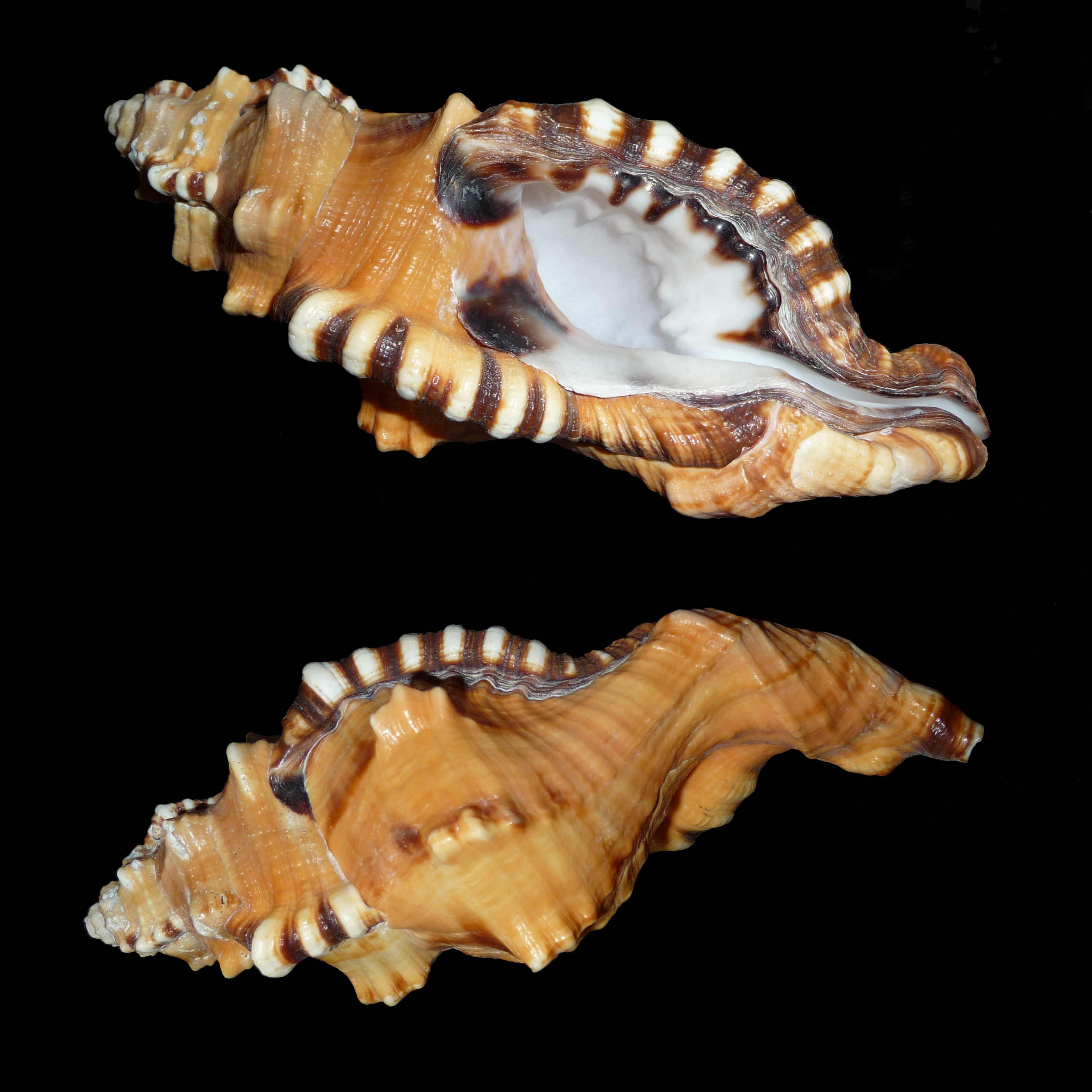
Muszla Cymatium lotorium